# Distretto di Baden (Austria)
Il distretto di Baden è uno dei distretti della Bassa Austria, in Austria.

## Geografia antropica
Il distretto si divide in 30 comuni, fra i quali 5 con status di città, 18 con diritto di mercato ed i restanti 7 comuni semplici. Ogni comune ha scritto sotto i propri comuni catastali (Katastralgemeinden), corrispettivi grossomodo alle frazioni.

### Città
- Baden
- Bad Vöslau
  - Bad Vöslau, Gainfarn, Großau
- Berndorf
  - Berndorf-Stadt, St.Veit, Ödlitz, Veitsau/Steinhof
- Ebreichsdorf
  - Ebreichsdorf, Schranawand, Unterwaltersdorf, Weigelsdorf
- Traiskirchen
  - Möllersdorf, Oeynhausen, Traiskirchen, Tribuswinkel, Wienersdorf

### Comuni mercato
- Alland
  - Glashütten, Groisbach, Holzschlag, Maria Raisenmarkt, Mayerling, Rohrbach, Schwechatbach, Untermeierhof, Windhaag
- Altenmarkt an der Triesting
  - Altenmarkt, Kleinmariazell, Nöstach, Sulzbach, Thenneberg
- Enzesfeld-Lindabrunn
- Günselsdorf
- Hernstein
  - Aigen, Alkersdorf, Grillenberg, Hernstein, Kleinfeld, Neusiedl, Pöllau
- Hirtenberg
- Kottingbrunn
- Leobersdorf
- Oberwaltersdorf
- Pfaffstätten
  - Einöde, Pfaffstätten
- Pottendorf
  - Landegg, Pottendorf, Siegersdorf, Wampersdorf
- Pottenstein
  - Fahrafeld, Grabenweg, Pottenstein
- Reisenberg
- Seibersdorf
  - Deutsch-Brodersdorf, Seibersdorf
- Sooß
- Teesdorf
- Trumau
- Weissenbach an der Triesting
  - Gadenweith, Kienberg, Neuhaus, Schwarzensee, Weissenbach

### Comuni
- Blumau-Neurißhof
  - Blumau, Neurißhof
- Furth an der Triesting
  - Aggsbach, Dürntal, Ebeltal, Eberbach, Furth, Guglhof, Hof, Maierhof, Niemtal, Rehgras, Steinwandgraben
- Heiligenkreuz
  - Füllenberg, Heiligenkreuz, Preinsfeld, Sattelbach, Siegenfeld
- Klausen-Leopoldsdorf
- Mitterndorf an der Fischa
- Schönau an der Triesting
  - Dornau, Schönau an der Triesting, Siebenhaus
- Tattendorf